# Éric Boisse
Éric Raymond Julien Boisse –también escrito como Érik Boisse– (Clichy, 14 de marzo de 1980) es un deportista francés que compitió en esgrima, especialista en la modalidad de espada. Su padre, Philippe Boisse, compitió en el mismo deporte.
Participó en los Juegos Olímpicos de Atenas 2004, obteniendo una medalla de oro en el torneo por equipos (junto con Fabrice Jeannet, Hugues Obry y Jérôme Jeannet) y el cuarto lugar en la prueba individual.
Ganó cuatro medallas en el Campeonato Mundial de Esgrima entre los años 2005 y 2007, y tres medallas en el Campeonato Europeo de Esgrima entre los años 2001 y 2007.

## Palmarés internacional
| Juegos Olímpicos   | Juegos Olímpicos        | Juegos Olímpicos  | Juegos Olímpicos   |
| Año                | Lugar                   | Medalla           | Prueba             |
| ------------------ | ----------------------- | ----------------- | ------------------ |
| 2004               | Atenas (Grecia)         | Medalla de oro    | Espada por equipos |
| Campeonato Mundial |                         |                   |                    |
| Año                | Lugar                   | Medalla           | Prueba             |
| 2005               | Leipzig (Alemania)      | Medalla de oro    | Espada por equipos |
| 2006               | Turín (Italia)          | Medalla de oro    | Espada por equipos |
| 2007               | San Petersburgo (Rusia) | Medalla de oro    | Espada por equipos |
| 2007               | San Petersburgo (Rusia) | Medalla de plata  | Espada individual  |
| Campeonato Europeo |                         |                   |                    |
| Año                | Lugar                   | Medalla           | Prueba             |
| 2001               | Coblenza (Alemania)     | Medalla de bronce | Espada por equipos |
| 2002               | Moscú (Rusia)           | Medalla de oro    | Espada por equipos |
| 2007               | Gante (Bélgica)         | Medalla de bronce | Espada por equipos |